# Panie, panowie - ostatnie cięcie
Panie, panowie – ostatnie cięcie (węg. Final Cut: Hölgyeim és Uraim) – węgierski film z 2012 roku autorstwa Györgego Pálfi. Jest to awangardowy obraz z dość typową historią miłosną, przedstawioną za pomocą zbioru krótkich wycinków z kilkuset filmów wyprodukowanych od początku istnienia kina.
W filmie zostały wykorzystane sceny z tak różnorodnych i znanych obrazów, jak Pulp Fiction, Gwiezdne wojny, Casablanca, Mulholland Dr., Siedmiu Samurajów, Forrest Gump, Nagi instynkt, czy serial Twin Peaks. Pomimo takiego przekroju estetyki, jakości i formatu obrazu, nieustannie zmieniających się bohaterów, dialogów w wielu językach i szybkiego przeskakiwania z jednego świata filmowego do drugiego, film zachowuje swoją spójność i okazał się zrozumiały dla licznej publiczności festiwalów, na których obraz był prezentowany, m.in. Cannes w 2012 oraz T-mobile Nowe Horyzonty w 2013.